# Bezrobocie krótkookresowe
Bezrobocie krótkookresowe – rodzaj bezrobocia, który obejmuje osoby pozostające bez pracy do 3 miesięcy. Jest związane z bezrobociem frykcyjnym.